# Roger Gaignard
Roger Gaignard (París, 13 de abril de 1933-Poissy, 9 de agosto de 2024)fue un deportista francés que compitió en ciclismo en la modalidad de pista. 

## Carrera deportiva
Ganó dos medallas de bronce en el Campeonato Mundial de Ciclismo en Pista, en los años 1954 y 1957. Además, consiguió seis campeonatos nacionales de velocidad individual, en los años 1956, 1957, 1958, 1963, 1964 y 1965.

## Medallero internacional
| Campeonato Mundial | Campeonato Mundial | Campeonato Mundial | Campeonato Mundial       |
| Año                | Lugar              | Medalla            | Competición              |
| ------------------ | ------------------ | ------------------ | ------------------------ |
| 1954               | Colonia (RFA)      | Medalla de bronce  | Velocidad individual (A) |
| 1957               | Rocourt (Bélgica)  | Medalla de bronce  | Velocidad individual (P) |